# 民生委員法
民生委員法（みんせいいいんほう、昭和23年7月29日法律第198号）は、民生委員の選任やその職務について規定することに関する日本の法律である。
法令番号は昭和23年法律第198号、1948年（昭和23年）7月29日に公布された。民生委員令（勅令）は1946年9月13日公布され、10月1日施行された。